# Хагба, Анатолий Дмитриевич
Анатолий Дмитриевич Хагба (12 марта 1940, Ачандара, Абхазская АССР — 29 сентября 2012, Сухум, Абхазия) — абхазский музыкант, дирижёр Государственного камерного оркестра Республики Абхазия, Заслуженный деятель искусств Абхазской АССР (1987), Народный артист Республики Абхазия (2010).

## Биография
Родился 12 марта 1940 года в селе Ачандара, в Гудаутском районе Абхазской АССР.
Закончил оркестровое отделение Сухумского музыкального училища по классу тромбона (педагог Л. М. Пономарев), а в 1965 году поступил в Тбилисскую государственную консерваторию на оркестровый факультет по классу тромбона. Параллельно с 1966 по 1971 годы работал художественным руководителем и дирижёром Сухумского городского духового оркестра при Дирекции Сухумских городских парков.
В 1971 году назначен дирижёром Государственного симфонического оркестра Абхазии.
С 1972 по 1977 годы учился на факультете оперно-симфонического дирижирования в Тбилисской консерватории (класс профессора, народного артиста СССР О. А. Димитриади). На государственном экзамене исполнена симфония Петра Петрова "Апсны" 19 мая 1976 год.
С 1979 по 1982 годы проходил стажировку в Московском Академическом музыкальном театре им. Станиславского и Немировича-Данченко под руководством заслуженного деятеля искусств Украины В. М. Кожухаря. По окончании стажировки был направлен в Государственный симфонический оркестр Абхазии, где продолжил работу в качестве дирижёра.
В 1986 году был назначен на должность художественного руководителя и главного дирижёра оркестра в которой проработал до 1992 года.
С 1994 года — художественный руководитель и главный дирижёр Государственного камерного оркестра Республики Абхазия (в 1994 году оркестр был преобразован в Государственный камерный оркестр Республики Абхазия).
С 1997 по 2010 годы по приглашению Министерства культуры Республики Адыгея работал дирижёром симфонического оркестра Государственной филармонии Республики Адыгея, совмещая работу в Государственном камерном оркестре Республики Абхазия.
Скончался 29 сентября 2012 года в Сухуме и похоронен в родном селе Ачандара.

## Награды
- 1987 — удостоен звания «Заслуженный деятель искусств Абхазской АССР».
- 2010 — удостоен почетного звания «Народный артист Республики Абхазия».